# Сделка вслепую
«Сделка вслепую» (англ. A Blind Bargain) — американский немой фильм ужасов режиссёра Уоллеса Уорсли 1922 года. Фильм считается утерянным. Согласно источникам, последняя известная его копия полностью погибла во время пожара в фильмохранилище номер 7 студии Metro-Goldwyn-Mayer в 1965 году. Является одним из первых цветных фильмов (цветные вставки по технологии Handschiegl color process). Также — это один из самых востребованных утерянных фильмов в карьере Лона Чейни.

## Сюжет
Безумный доктор Лэмб, любящий экспериментировать с человеческими телами, создает себе плохого помощника, который в итоге выходит из-под его контроля.

## В ролях
- Лон Чейни — доктор Артур Лэмб / человек-обезьяна
- Рэймонд МакКи — Роберт Санделл
- Вирджиния Тру Бордман — миссис Санделл
- Фонтейн Ла Ру — миссис Лэмб
- Жаклин Логан — Анжела Маршалл
- Агги Херринг — Бесси
- Вирджиния Мэдисон — мать Анжелы
- Уоллес Бири — человек-зверь
- Бетси Энн Хисл — маленькая девочка